# Edgar Julius Jung
Edgar Julius Jung (6. března 1894 Ludwigshafen – 1. července 1934) byl právník a vůdce konzervativně revolučního hnutí, které stálo v opozici nejen vůči Výmarské republice, jejíž parlamentní systém považovalo za úpadkový a vnucený zvnějšku, ale také vůči masovému nacistickému hnutí.
Na začátku 1. světové války vstoupil Jung dobrovolně do císařské armády a získal hodnost poručíka. V roce 1925 si otevřel advokátní kancelář v Mnichově a svůj politický aktivismus poněkud utlumil.
Jung, podobně jako Carl Schmitt, při pohledu na nestabilitu Výmarské republiky věřil, že pád liberálního parlamentarismu je nevyhnutelný. Jung dokládal, že Německo stojí dlouhodobě na hraně revolučního otřesu s velmi reálnou vidinou rudé revoluce podporované Sovětským svazem, nebo vítězstvím revoluce hnědé, nacistické.
V roce 1934 byl Jung autorem projevu předneseném vicekancléřem Franzem von Papenem v Marburgu. Tento projev vyjádřil kritiku konzervativního establishmentu vůči násilí národního socialismu. Jung byl zatčen v průběhu Noci dlouhých nožů. Krátce po svém zatčení byl 1. července v koncentračním táboře Sachsenhausen zavražděn.